# Triklosan
Triklosan – aromatyczny organiczny związek chemiczny z grupy chlorowanych fenoli, stosowany jako środek przeciwgrzybiczy, bakteriostatyczny i bakteriobójczy.

## Właściwości
Ma postać białego krystalicznego proszku o charakterystycznym, słabym zapachu fenolu. Jest chlorowanym, aromatycznym związkiem chemicznym, zawierającym grupy funkcyjne charakterystyczne dla eterów i fenoli, warunkujące jego aktywność przeciwdrobnoustrojową. Triklosan, jak i pozostałe fenole, jest słabo rozpuszczalny w wodzie, natomiast dużo lepiej rozpuszcza się w etanolu, eterze dietylowym, a także w silnych roztworach zasad.

## Zastosowanie
Triklosan jest środkiem grzybobójczym i bakteriostatycznym. Jest używany najczęściej w antybakteryjnych mydłach, dezodorantach, pastach do zębów, kosmetykach, tkaninach antybakteryjnych, plastikach i innych produktach. Wykorzystuje się go w higienie szpitalnej. Na oddziałach noworodkowych stosuje się go w celu zapobiegania zakażeniom wywołanym przez metycylinooporne szczepy gronkowca złocistego, podczas operacji serca oraz jako alternatywę dla pacjentów w przypadku kosztownego leczenia wankomycyną. Znalazł także zastosowanie w preparatach do mycia rąk przed operacją. W środkach kosmetycznych i higienicznych stężenie triklosanu jest rzędu 0,3%. Roztwory wodne i wodno-alkoholowe 5–10% służą do odkażania przyrządów medycznych. Roztwory 0,05–3% stosowane są do odkażania skóry, błon śluzowych i ran. Kąpiele z użyciem 2% triklosanu są zalecane jako środek pomocniczy dla pacjentów, których skóra jest skolonizowana przez metycylinooporne szczepy Staphylococcus aureus.
Triklosan skutecznie zapobiega nadmiernemu rozwojowi bakterii na skórze ludzkiej, zmniejsza ryzyko infekcji, zapobiega przykremu zapachowi, chroni przed infekcjami po zabiegach dentystycznych. Dodatek triklosanu do produktów codziennego użytku, takich jak pasty do zębów, płyny do płukania ust, mydła, dezodoranty czy inne kosmetyki ma na celu zapewnienie działania antyseptycznego, jest środkiem konserwującym. Ma to istotne znaczenie w zapobieganiu rozprzestrzeniania się drobnoustrojów, redukcji ryzyka zakażeń czy profilaktyki chorób przyzębia i jamy ustnej.

## Mechanizm działania na mikroorganizmy
Fenole i difenole są truciznami protoplazmatycznymi, mogą uszkadzać tkankę, mają przykry zapach i działają drażniąco. W pewnym zakresie znalazły zastosowanie jako środki konserwujące leki. W niskich stężeniach powodują zmiany w przepuszczalności błony cytoplazmatycznej, wyciek składników komórkowych, zmiany w zawartości tlenu w komórkach, w wyższych stężeniach wywołują koagulację i denaturację białek. Mechanizm działania fenoli związany jest z obecnością grupy hydroksylowej w cząsteczce. Fenole szczególnie łatwo wnikają do komórek lub ich części bogatych w lipidy.
Bakterie różnią się opornością na fenole. Szczepy pałeczek Gram-ujemnych należące do rodzajów Pseudomonas, Flavobacterium, Achromobacter i Xantomonas mogą rozkładać i wykorzystywać fenole. Jest to często uwarunkowane posiadaniem przez nie plazmidów katabolicznych, zawierających geny odpowiedzialne za rozkład tych związków.
W wysokich stężeniach (rzędu kilku procent) triklosan działa bakteriobójczo. Jego celem jest błona cytoplazmatyczna i cytoplazma. Natomiast w niskich stężeniach (0,05%) działa bakteriostatycznie poprzez inhibicję syntezy kwasów tłuszczowych niezbędnych do reprodukcji oraz budowy błony komórkowej. Triklosan wiąże się z bakteryjnym enzymem – reduktazą białka przenoszącego grupę enolowo-acylową (ENR), kodowanego przez gen fabI. To wiązanie powoduje wzrost powinowactwa enzymu do NAD+. W rezultacie powstaje stabilny trzeciorzędowy kompleks ENR–NAD+–triklosan, który jest nieaktywny w syntezie.

## Regulacje prawne dotyczące stosowania
Według Dyrektywy Unii Europejskiej o Produktach Kosmetycznych 76/768/EWG triklosan może być używany do produktów w stężeniu nie większym niż 0,3% w produkcie gotowym. Ponadto triklosan jest oznaczony z symbolem (+) i w ten sposób może zostać dodany do kosmetyków w stężeniu innym niż ten przewidziany w tej dyrektywie.

## Ryzyko wynikające z użycia
W ramach kampanii „Detox” prowadzonej przez World Wildlife Fundation (WWF) w 2005 roku we krwi ochotników z różnych krajów europejskich zidentyfikowano 107 niebezpiecznych lub potencjalnie niebezpiecznych substancji chemicznych. Celem przeprowadzonych badań było podkreślenie problemu wzrastającej chemizacji w codziennym życiu człowieka, ale przede wszystkim określenie toksyczności używanych powszechnie przez każdego z nas substancji chemicznych.
Badania te wykryły triklosan we krwi 39 ochotników pochodzących z 12 krajów Europy.
Ochotników do badań dobrano w sposób pokoleniowy – babcie, matki i dzieci. Największe stężenia triklosanu oznaczono we krwi matek, natomiast najniższe maksymalne stężenie stwierdzono u dzieci. Matki stanowiły również najliczniejszą grupę osób u których wykryto triklosan. Główną przyczyną najwyższego stężenia związku we krwi matek jest częstszy kontakt z tą substancją obecną w kosmetykach i środkach czystości. Właśnie ta grupa wiekowa zakumulowała największą ilość triklosanu, ponieważ jest narażona na kontakt z tą substancją niemal od początku wprowadzenia jej do przemysłu, czyli od ponad 30 lat.
Szwedzcy naukowcy wykryli triklosan w mleku karmiących matek, co świadczy, że triklosan jest absorbowany przez organizm ludzki w znacznych ilościach i podobnie jak inne związki chloroorganiczne, może kumulować się w tkance tłuszczowej. Natomiast badania przeprowadzane na myszach wykazały, że triklosan poprzez interferencje z hormonami tarczycy, powoduje hipotermię, która objawia się obniżeniem temperatury ciała i powoduje ogólny efekt depresyjny centralnego układu nerwowego.
W rzekach powierzchniowych Europy, Ameryki Południowej czy Stanów Zjednoczonych wykrywane są zanieczyszczenia ściekami organicznymi, w tym produktami higieny osobistej. Jak wynika z szeroko zakrojonych amerykańskich badań z 2002 roku, triklosan wykryto w 57% spośród 139 testowanych zbiorników wodnych.
Na podstawie badań stwierdzono, że triklosan może odpowiadać za wzrost komórek nowotworowych oraz zaburzać prawidłowy rozwój zwierząt.
Z racji swoich właściwości Triklosan zaliczany jest do związków zaburzających hormonalną równowagę organizmu (EDCs, z ang. endocrine disruptor chemicals/compounds).

## Toksyczność
Triklosan jest mało toksyczny zażyty doustnie bądź wchłonięty przez skórę. Wykazuje umiarkowaną toksyczność przez inhalacje, umiarkowanie jest drażniący dla oczu. Dla skóry jest drażniący lub lekko drażniący, nie uczula skóry.
| Typ badania                         | Rezultat               | Kategoria toksyczności |
| ----------------------------------- | ---------------------- | ---------------------- |
| Wrażliwość dla szczura              | LD50: >5000 mg/kg      | IV (słabo toksyczna)   |
| Wrażliwość na skórę królika         | LD50: >9300 mg/kg      | IV (słabo toksyczna)   |
| Wrażliwość na inhalację dla szczura | LC50: >0,15 mg/L       | II (bardzo toksyczna)  |
| Wrażliwość dla oczu – królik        | Umiarkowanie drażniący | II (bardzo toksyczna)  |
| Uczulenie na skórze – świnka morska | Nie uczula             | Nie dotyczy            |

## Ryzyko powstające w wyniku spożywania żywności i wody zawierającej triklosan
Triklosan do żywności może migrować pośrednio poprzez kontakt z przedmiotami, w których występuje triklosan. Triklosan został wykryty między innymi w wodzie pitnej w Południowej Kalifornii w poziomach odpowiednio 56 i 49 ng/l. Zakładając, że dorosła osoba konsumuje 2 litry wody na dzień, spożycie triklosanu jest oszacowan w 98 ng/osobę/dzień lub 1,4 ng/kg/dzień dla osoby dorosłej ważącej 70 kg. Porównując tę wartość spożycia do wybranej dawki referencyjnej dla triklosanu (0,3 mg/kg/dzień lub 300 000 ng/kg/dzień), spożycie triklosanu w wodzie pitnej na podstawie wartości zmierzonej w badaniu Loraine i Pettigrove nie stanowi zagrożenia. Triklosan rozkłada się ze średnim okresem półtrwania wynoszącym 5,2 ± 1,7 dni..

## Los triklosanu w środowisku i ryzyko dla środowiska
Triklosan jest usuwany ze środowiska głównie poprzez fotodegradację. Rozkłada się on pod wpływem światła słonecznego, jak również promieni UV, zarówno w ściekach, jak i w wodzie. Półokres rozpadu to 41 minut. Rozkład pod wpływem światła i promieni UV prowadzi często do powstania bardzo niebezpiecznych substancji. W doświadczeniach potwierdzono tworzenie się aż ośmiu fotoproduktów. Dwa z tych fotoproduktów rozpoznano jako izomery eteru dichlorohydroksydifenylowego o wzorze cząsteczkowym C12H8Cl2O2. Izomery te powstają przez redukcyjne dichlorowanie, które polega na podstawieniu atomu chloru – wodorem. Kolejne fotoprodukty to 2,8–dichlorodibenzo-p-dioksyna (2,8-DCDD) i dichlorohydroksydibenzofuran.
W próbkach, które nie naświetlano, wykryto dwa związki, są to chlorofenole i dichlorofenole. Także Latch (2005) donosił o tworzeniu się izomerycznych dichlorofenoli podczas fotodegradacji triklosanu i zidentyfikował wśród nich 2,4–dichlorofenol. Triklosan może przekształcać się do dioksyn. Dichlorodioksyny nie wykazują wysokiej toksyczności, jednak mogą one pod wpływem chloru przemieniać się do bardziej niebezpiecznych substancji. Badania fotolizy wody dejonizowanej i ścieków z dodatkiem triklosanu wykazały, że zanik triklosanu i równoczesne pojawienie się dioksyn był zależny od pH i obecności związków organicznych. Rozkład w środowisku zasadowym zachodzi szybciej niż w środowisku kwasowym. Wskazuje to na to, że forma anionowa triklosanu jest bardziej reaktywna niż fenolowa. Jednak powstawanie 2,8-DCDD zostało potwierdzone we wszystkich przypadkach, nawet przy pH = 3. Zanik triklosanu w ściekach jest znacznie szybszy niż w czystej wodzie, lecz w ściekach tworzą się dioksyny. Brak jest danych dotyczących powstawania dioksyn z triklosanu w innych procesach niż fotodegradacja w wodach powierzchniowych. Jeśli triklosan ulega degradacji w oczyszczalni ścieków i jest usuwany w około 80–90%, to brak także danych czy degradacja ta jest do prostych związków chemicznych czy do substancji pośrednich, które, podobnie jak to się dzieje w wodach powierzchniowych, mogą prowadzić do powstawania polichlorowanych dibenzo-p-dioksyn.

## Rozkład triklosanu pod wpływem chloru w wodzie
Pod wpływem chloru w wodzie triklosan może rozkładać się na różne substancje, które nie są obojętne dla zdrowia człowieka. Naukowcy z Universidad de Santiago de Compostela w Hiszpanii przeprowadzili eksperymenty rozkładu triklosanu w wodzie zawierającej chlor. Eksperyment był prowadzony przy pH = 7,3. Stwierdzono, że triklosan rozpada się na takie substancje jak: tetraklosan, pentaklosan, 2,4-dichlorofenol (2,4-DCP), 2,4,6-trichlorofenol (2,4,6-TCP).

## Powstawanie chloroformu z triklosanu
Naukowcy z Universidad de Santiago de Compostela w Hiszpanii przebadali 16 różnych produktów zawierających lub nie w swym składzie triklosan, symulując w trakcie analiz naturalne warunki, jakie najczęściej towarzyszą korzystaniu z tych produktów (przez około 60 sekund dany produkt miał kontakt z chlorowaną wodą wodociągową, o temperaturze dochodzącej do 40 stopni Celsjusza). Próbki wody odpowiadały wodzie płynącej w miejskich wodociągach różnych amerykańskich miast. Chloroform powstawał (w warunkach eksperymentu) po 1 tygodniu, przy wartościach pH 6,5 i 7,5. Natomiast przy wyższych wartościach pH, powstawania chloroformu już nie obserwowano.
Ponadto, okazało się, że w wodzie z niewielkim dodatkiem chloru triklosan jest degradowany. Testy przeprowadzone w opisanym eksperymencie potwierdzają powstawanie chloroformu z triklosanu w pewnych warunkach, jednak ilości powstającego chloroformu są w tych przypadkach bardzo niewielkie.
Triklosan nie jest jedyną substancją powodującą pojawianie się chloroformu w chlorowanej wodzie wodociągowej.